# Sebastian Kasielke
Sebastian Kasielke (ur. 18 lutego 1988 w Wolmirstedt) – niemiecki wioślarz.

## Osiągnięcia
- Mistrzostwa Świata Juniorów – Brandenburg 2005 – czwórka ze sternikiem – 1. miejsce[1].
- Mistrzostwa Świata Juniorów – Amsterdam 2006 – czwórka bez sternika – 2. miejsce[1].
- Mistrzostwa Świata U-23 – Glasgow 2007 – ósemka – 2. miejsce[1].
- Mistrzostwa Europy – Ateny 2008 – ósemka – 4. miejsce[1].
- Mistrzostwa Świata U-23 – Račice 2009 – ósemka – 2. miejsce[1].